# Brother's Little Helper
Brother's Little Helper, llamado La ayudita del hermano en España y El cambio de Bart en Hispanoamérica, es un episodio perteneciente a la undécima temporada de la serie animada Los Simpson, estrenado originalmente el 3 de octubre de 1999. Fue escrito por George Meyer y dirigido por Mark Kirkland, y la estrella invitada fue Mark McGwire como él mismo. En el episodio, Bart comienza a tomar un medicamento para tratar el trastorno por déficit de atención con hiperactividad (TDAH) que le diagnostican, y tiene peligrosos efectos secundarios. 

## Sinopsis
Todo comienza cuando el director Skinner hace en la Escuela Primaria de Springfield, una muestra que les enseñaba a los niños a cómo actuar en caso de que se desatara un incendio. Y como siempre, Bart anda causando disgustos a Skinner. Cuando Ned Flanders accidentalmente se prende fuego, los bomberos tratan de apagarlo, pero ven que las mangueras estaban depositando agua en el gimnasio escolar. Más tarde, Skinner descubre que la broma había sido hecha por Bart, por lo que cita a sus padres y en la conversación, Skinner le sugiere que sometan a Bart a un tratamiento experimental médico. Unos días más tarde, unos científicos les dicen a Homer y a Marge que Bart tiene TDAH y que debía ser medicado con una droga experimental llamada Focusyn.
Luego de muchos intentos de Homer, Marge convence al niño  de que tome su medicina, y su comportamiento inmediatamente mejora. Comienza a prestar atención en clase y a ser respetuoso con sus padres, sin embargo, los efectos secundarios de la droga también se hacen notar. Bart se comienza a volver paranoico, y piensa que las Ligas Mayores de Baseball lo espiaban a través de un satélite. Los doctores le recomiendan a Bart que deje de tomar Focusyn, pero él se niega rotundamente, esto a fin de "vencer a sus enemigos". Antes de que alguien pueda detenerlo, toma grandes puñados de Focusyn y escapa ágilmente por la ventana.
Bart va hacia una base del ejército y roba un tanque. Comienza a destruir todo en la ciudad, hasta que llega a la escuela, en donde Marge se pone en frente de él para que detenga, al parecer funciona, pero Bart admite que al tanque se le acabó la gasolina. Allí, gira el cañón del tanque hacia el cielo y, frente a la multitud que lo observaba, dispara. La bala impacta contra algo, y un satélite espía de las Ligas Mayores de Baseball cae hacia la Tierra, demostrando que lo que Bart sospechaba era cierto. El jugador de baseball Mark McGwire aparece en ese momento, pero en lugar de explicar por qué el baseball espiaba a la gente, distrae a la multitud bateando unos cuadrangulares mientras que McGwire escondía los archivos del satélite.
Al día siguiente, Marge le retira el Focusyn a Bart y lo cambia por el Ritalin, el cual le hace bien, mientras McGwire le regala un bate autografiado con un sospechoso vidrio en la parte trasera que resultó ser una cámara oculta de espionaje.